# Echinocereus viereckii

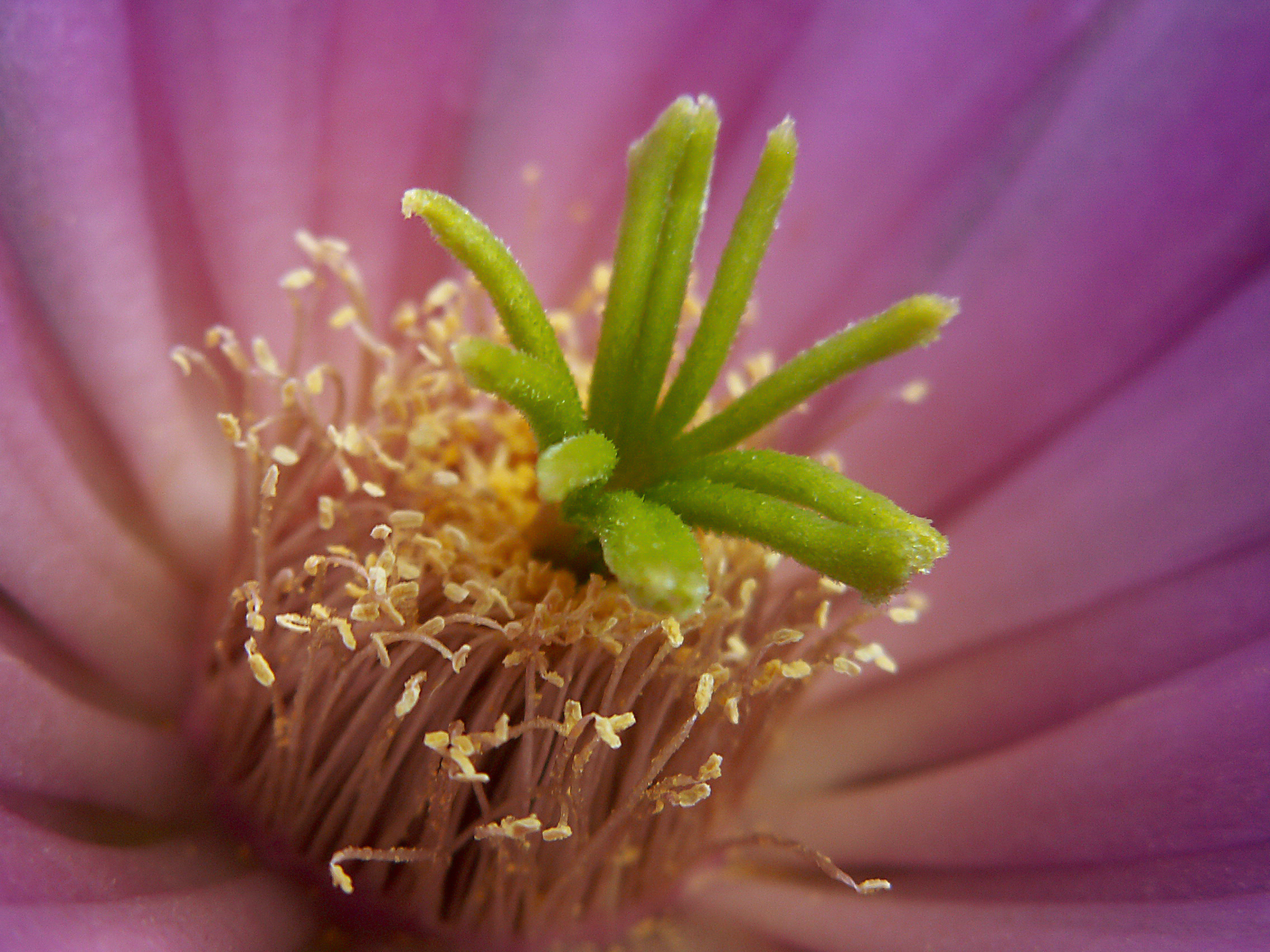
Blütendetail

Echinocereus viereckii ist eine Pflanzenart in der Gattung Echinocereus aus der Familie der Kakteengewächse (Cactaceae). Das Artepitheton viereckii ehrt den deutschen Pflanzensammler Hans-Wilhelm Viereck.

## Beschreibung
Echinocereus viereckii wächst aufrecht oder mehr niederliegend, am Grunde verzweigt. Die matt glänzenden einzelnen hellgrünen Triebe werden häufig bis zu 20 Zentimeter lang und 4 bis 4,5 Zentimeter im Durchmesser. Sie sind im Scheitel mit einem weiß-gelblichen Areolenfilz locker bedeckt, der von einem hyalingelblichen Dorn aufrecht überragt wird. Die 8 bis 9 Rippen sind im Scheitel sehr scharf getrennt und gerade herablaufend; etwa 6 bis 8 Millimeter hoch. Sie sind zwischen den Areolen kräftig eingebuchtet, so dass sie auf mammillarienartigen Höckern zu sitzen kommen. Die 7 bis 9 Randdornen sind horizontal spreizend, meist sehr gleichmäßig über die Areole verteilt, zumeist 5 bis 7 Millimeter lang. Die 4 Mitteldornen sind am Grunde verdickt und bis zu 2 Zentimeter lang.
Die trichterförmigen Blüten werden bis zu 11 Zentimeter im Durchmesser groß und sind violettrosa. Die Blütenröhre ist glasig sowie hell goldbraun bedornt.

## Verbreitung, Systematik und Gefährdung
Echinocereus viereckii ist in den mexikanischen Bundesstaaten Nuevo León und Tamaulipas verbreitet.
Die Erstbeschreibung durch Erich Werdermann wurde 1934 veröffentlicht.
Es werden folgende Unterarten unterschieden:
- Echinocereus viereckii subsp. viereckii
- Echinocereus viereckii subsp. morricalii (Říha) N.P.Taylor
- Echinocereus viereckii subsp. santamariensis W.Blum & D.Felix

In der Roten Liste gefährdeter Arten der IUCN wird die Art als „Least Concern (LC)“, d. h. als nicht gefährdet geführt.

## Nachweise